# Cosas de Doña Asunción/Denise
Cosas de Doña Asunción/Denise es un doble sencillo del cantautor español José Luis Perales del álbum Mis canciones. Fue lanzado en 1974 por la discográfica Hispavox (completamente absorbida por EMI en 1985), siendo Rafael Trabucchelli† el director de producción.  Este doble sencillo fue lanzado el mismo año que el álbum El pregón.

## Lista de canciones
| Lado A |                        |          |  |
| N.º    | Título                 | Duración |  |
| 1.     | «Celos de mi guitarra» |          |  |

| Lado B |               |          |  |
| N.º    | Título        | Duración |  |
| 1.     | «Primer amor» |          |  |

## Créditos y personal

### Músicos
- Arreglos y dirección de orquesta: Juan Márquez

### Personal de grabación y posproducción
- Todas las canciones compuestas por José Luis Perales
- Compañía discográfica: Hispavox
- Productor Musical: Rafael Trabucchelli†
- Fotografía: Juan, Elías y Juan Carlos Dolcet†

### Créditos y personal
- «DISCOGRAFÍA - MIS CANCIONES». joseluisperales.net. 2012. Archivado desde el original el 26 de abril de 2012. Consultado el 15 de enero de 2013.

- Datos: Q16553342